# Alexandru Odobescu (Călărași)
Alexandru Odobescu é uma comuna romena localizada no distrito de Călăraşi, na região de Muntênia. A comuna possui uma área de 58.79 km² e sua população era de 2826 habitantes segundo o censo de 2007.